# Integrations- och jämställdhetsdepartementet
Integrations- och jämställdhetsdepartementet var ett departement som inrättades i Sveriges regeringskansli den 1 januari 2007. Departementschef var Nyamko Sabuni. Departementet ansvarade i regeringskansliet för följande frågor:
integrationspolitik, diskrimineringslagstiftning, jämställdhet mellan kvinnor och män, demokratiutveckling och mänskliga rättigheter, minoritetspolitik, folkrörelsepolitik, ungdomspolitik, storstadspolitik samt konsumentpolitik. Integrations- och jämställdhetsdepartementet avvecklades den 1 januari 2011 och dess ärenden överfördes till Justitiedepartementet, Utbildningsdepartementet och Arbetsmarknadsdepartementet.

## Myndigheter
Integrations- och jämställdhetsdepartementet hade följande myndigheter underställda sig.
- Allmänna reklamationsnämnden
- Fastighetsmäklarnämnden
- Handikappombudsmannen
- Integrationsverket
- Jämställdhetsnämnden
- Jämställdhetsombudsmannen
- Konsumentverket och Konsumentombudsmannen
- Marknadsdomstolen
- Nämnden mot diskriminering
- Ombudsmannen mot diskriminering på grund av sexuell läggning
- Ombudsmannen mot etnisk diskriminering
- Resegarantinämnden
- Ungdomsstyrelsen

Departementet var också huvudman för SIS miljömärkning AB som ansvarade för miljömärkningen Svanen.